# 昌元公主
昌元公主（?—?），唐朝公主，是中国唐朝第十七代皇帝唐懿宗李漼的诸女之一。她的生母不详，史书仅仅记载了她的封号昌元公主。没有关于昌元公主是否婚嫁的记载。昌元公主在唐懿宗咸通年间去世。